# Hirtodrosophila donaldi
Hirtodrosophila donaldi är en tvåvingeart som först beskrevs av Wheeler 1981.  Hirtodrosophila donaldi ingår i släktet Hirtodrosophila och familjen daggflugor. Inga underarter finns listade i Catalogue of Life.